# Hadda
Pour les articles homonymes, voir Hada.
Hadda est un site archéologique gréco-bouddhiste situé dans l’ancienne région du Gandhara, 10 km au sud de Jalalabad, dans l’est de l’actuel Afghanistan.

## Contexte
Un grand nombre de sculptures gréco-bouddhistes (environ 23 000) en argile ou en stuc furent excavées à Hadda dans les années 1930 et les années 1970. Elles combinent des éléments du bouddhisme et de l’hellénisme, dans un style métisse où se retrouvent des éléments bien plus hellénisants que dans l'art « gréco-bouddhique » des environs de Peshawar. 
Bien que le style lui-même soit typique de l’hellénistique du IIe ou du Ier siècle av. J.-C., les sculptures de Hadda sont habituellement datées, IIIe - IVe siècle. Ce décalage peut s’expliquer par la conservation des styles hellénistiques tardifs pendant quelques siècles dans cette région du monde, ou peuvent indiquer que les dates réelles sont les plus anciennes.
Vu l’antiquité de ces sculptures et un raffinement technique indiquant que les artistes étaient totalement au courant de tous les aspects de la sculpture grecque, il a été suggéré que des communautés grecques étaient directement impliquées dans ces réalisations, et que "la région pourrait être le berceau de la sculpture bouddhiste naissante dans le style indo-grec" (Boardman).
Le style d’un grand nombre d’œuvres de Hadda est hautement hellénistique, et peut être comparé, par exemple, aux sculptures que l’on trouve au Temple d'Apollon Epicourios de Bassae, en Grèce.

## Œuvres d’art
Les auteurs scientifiques commencent à parler d'un style propre à Hadda, qui serait clairement distinct de celui du Gandhara proprement dit, car nettement plus « hellenisé » et stylistiquement (à Tapa-Kalan) proche de la phase tardive de Taxila. Cette fidélité aux archétypes méditerranéens reste inexpliquée.
Un groupe sculptural en stuc polychrome excavé sur le site du monastère de Tapa Shotor à Hadda représente un Bouddha entouré, dans un style parfaitement hellénistique : Le Bouddha avec Héraclès/Vajrapani (détail de gauche) et Tyché/Hariti (détail de droite) peut être "une sculpture bouddhiste naissante en style indo-grec" (Boardman). Héraclès a encore sa peau de lion sur l’épaule gauche, bien que sa massue ait été remplacée par le vajra (foudre) de Vajrapani. Tyché tient une corne d'abondance classique. La seule adaptation de l’iconographie grecque est qu’Héraclès tient le vajra (foudre) de Vajrapani et non sa massue habituelle. 
D’autres assistants du Bouddha qui ont été découverts présentent des styles hellénistiques maniéristes, comme le "Génie aux Fleurs", aujourd’hui au Musée Guimet de Paris. (Voir image: ).

### Galerie

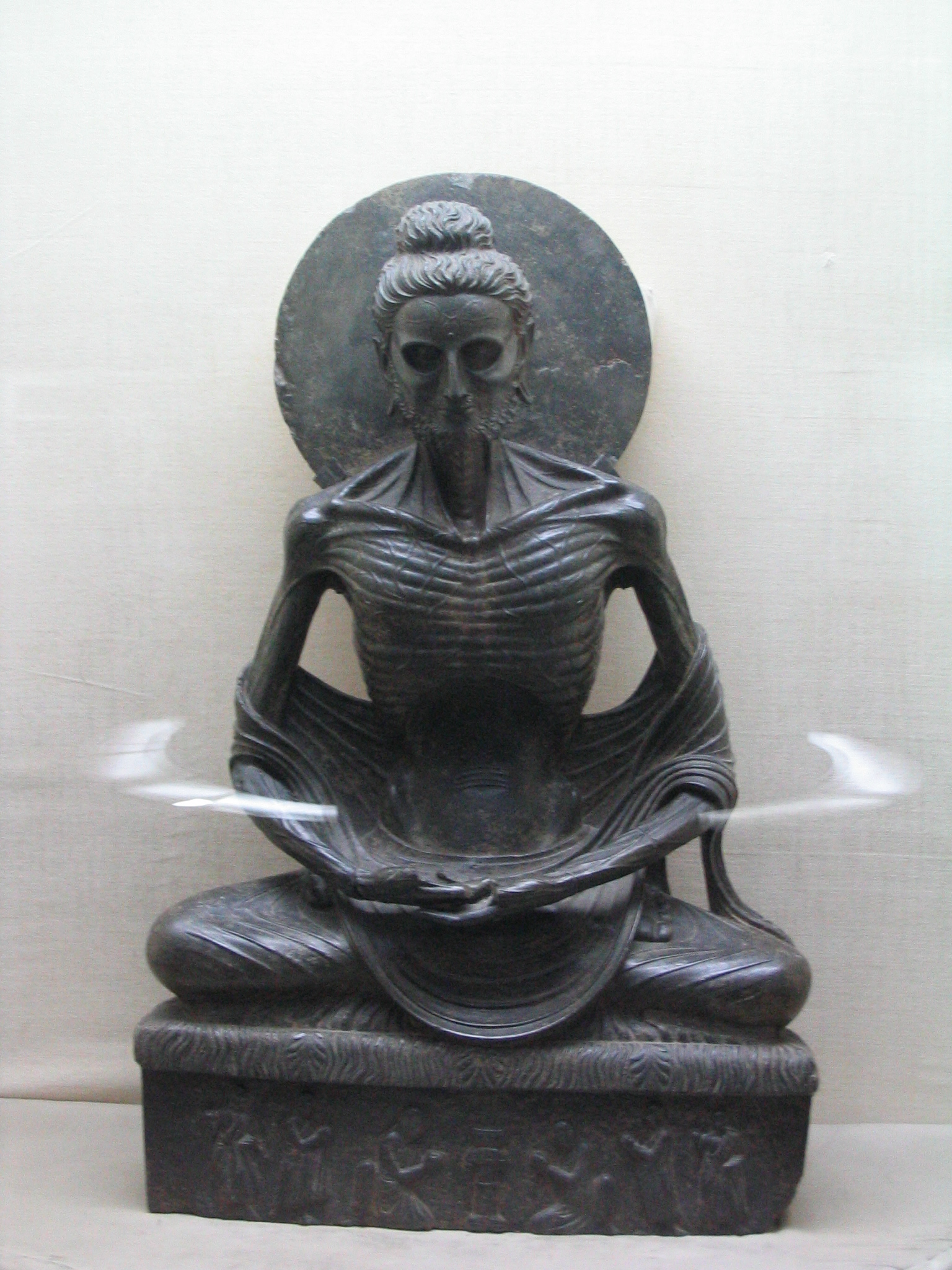
Buddha ascète (l'ascèse de Siddharta), schiste,  IIe - IIIe siècle. Site de Sikri. Hadda. Art du Gandhara. Musée de Lahore
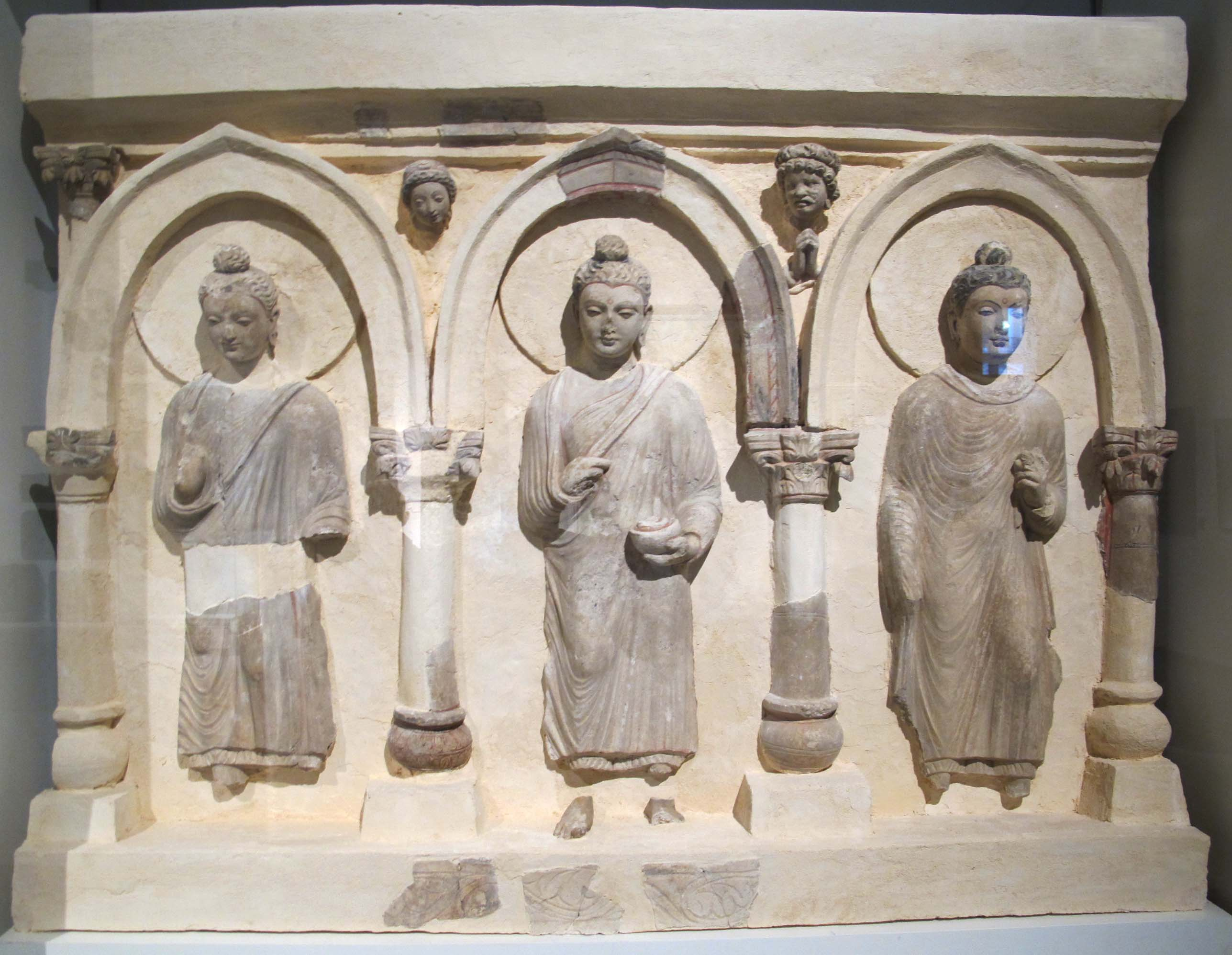
Bouddha sous une arcade. Hadda, monastère de Bagh-Gai, vihara B56, IIIe - IVe siècle. Stuc et rehauts de peinture. Musée Guimet.
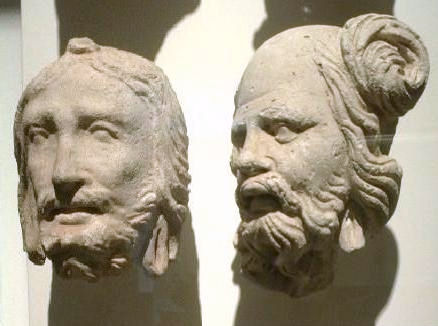
Ascètes. Monastère de Tapa-Kalan. Hadda IIIe - IVe siècle Stuc, H. 8-10 cm. env. Musée Guimet.
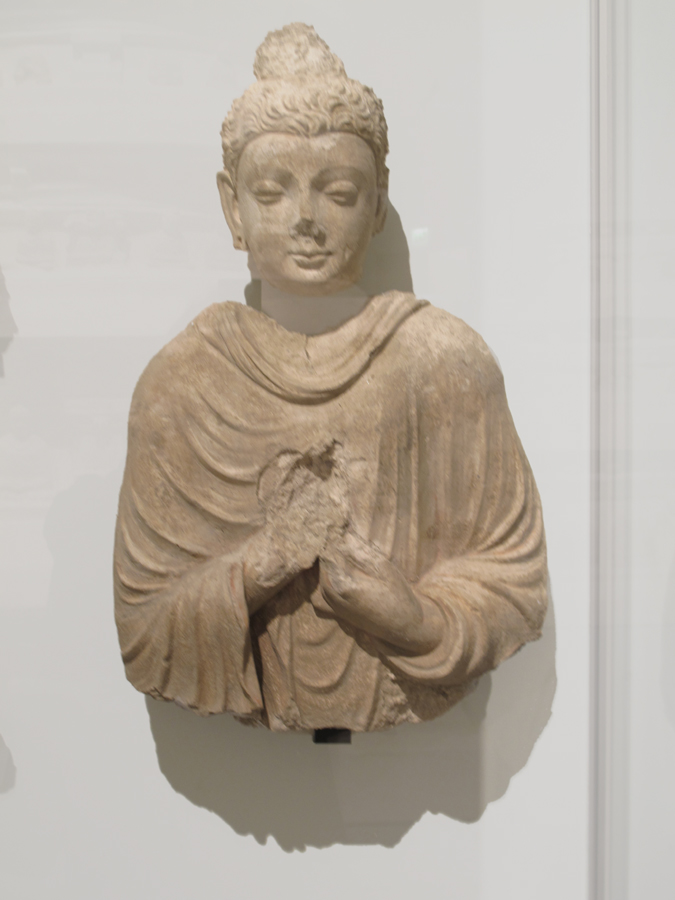
Buddha. Hadda, monastère de Tapa-Kalan. IIIe - IVe siècle. Stuc. Fouilles de la DAFA, Mission Jules Barthoux. 1926-27.
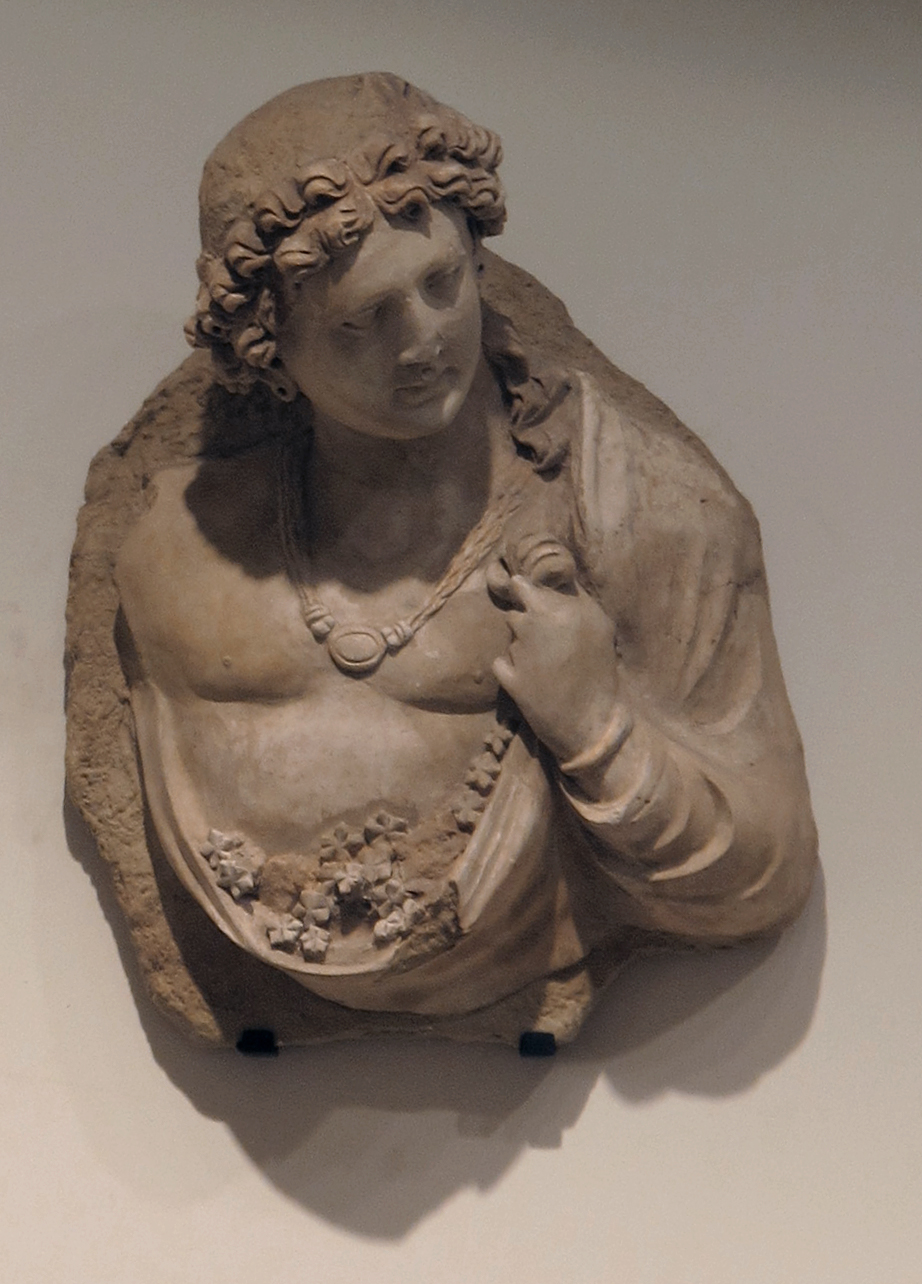
Génie aux fleurs.  Monastère de Tapa-Kalan. Hadda IIIe - IVe siècle Stuc. H. 55cm. Musée Guimet.
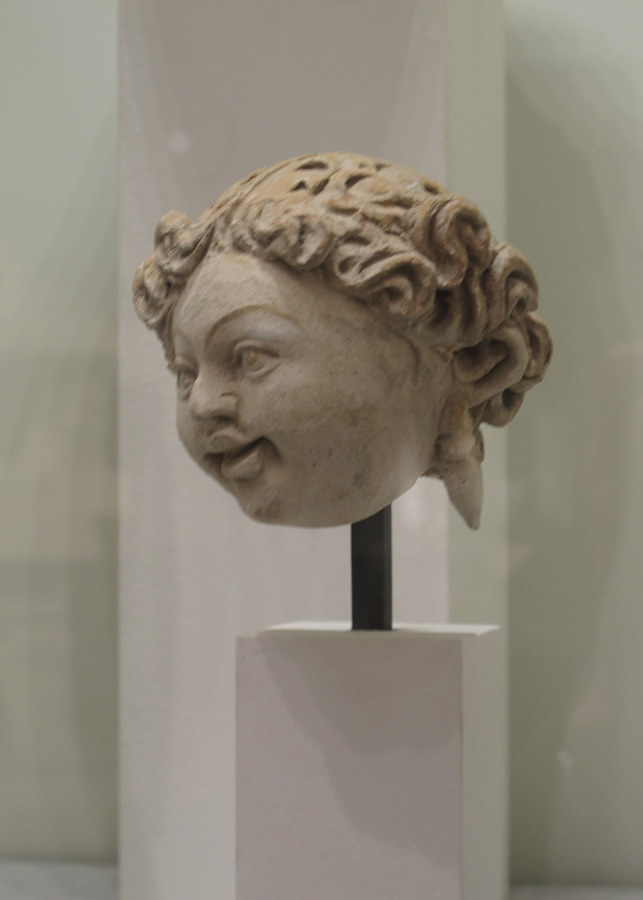
Donateur ou fidèle. Hadda, monastère de Tapa-Kalan. IIIe - IVe siècle. Stuc. Fouilles de la DAFA, Mission Jules Barthoux. 1926-27.
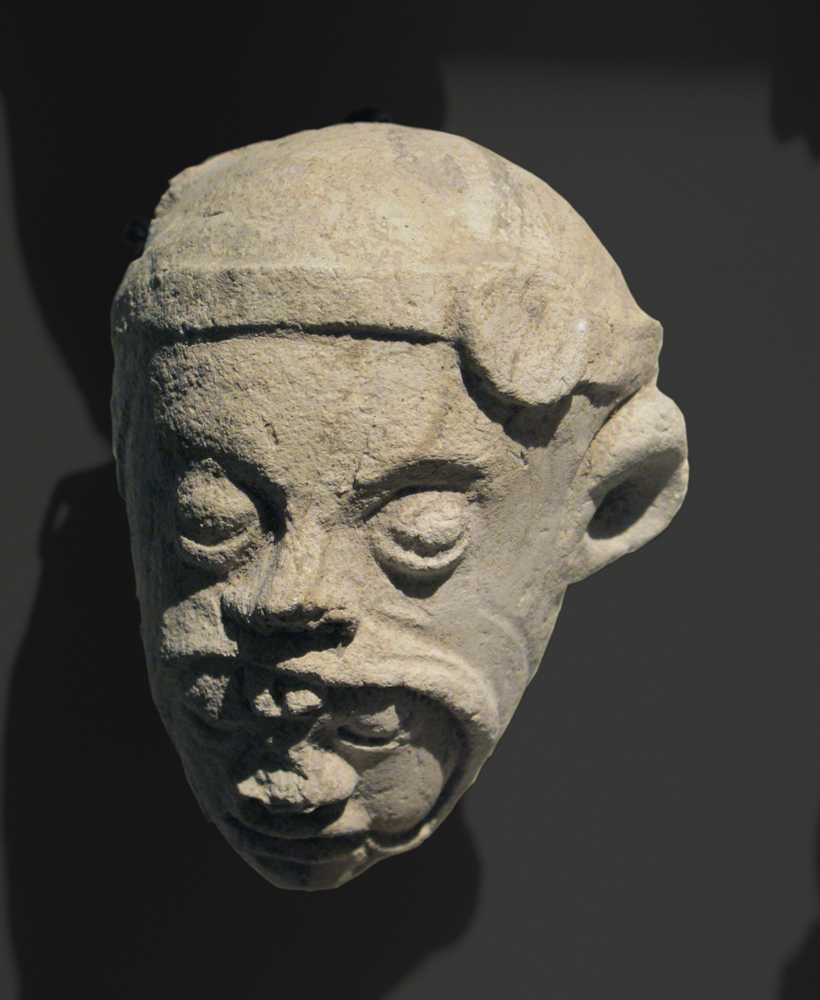
Démon. Monastère de Tapa-Kalan. Hadda. stupa TK67 ou TK68. IIIe - IVe siècle. Stuc. H.: 8 cm env. Mission Jules Bartoux.
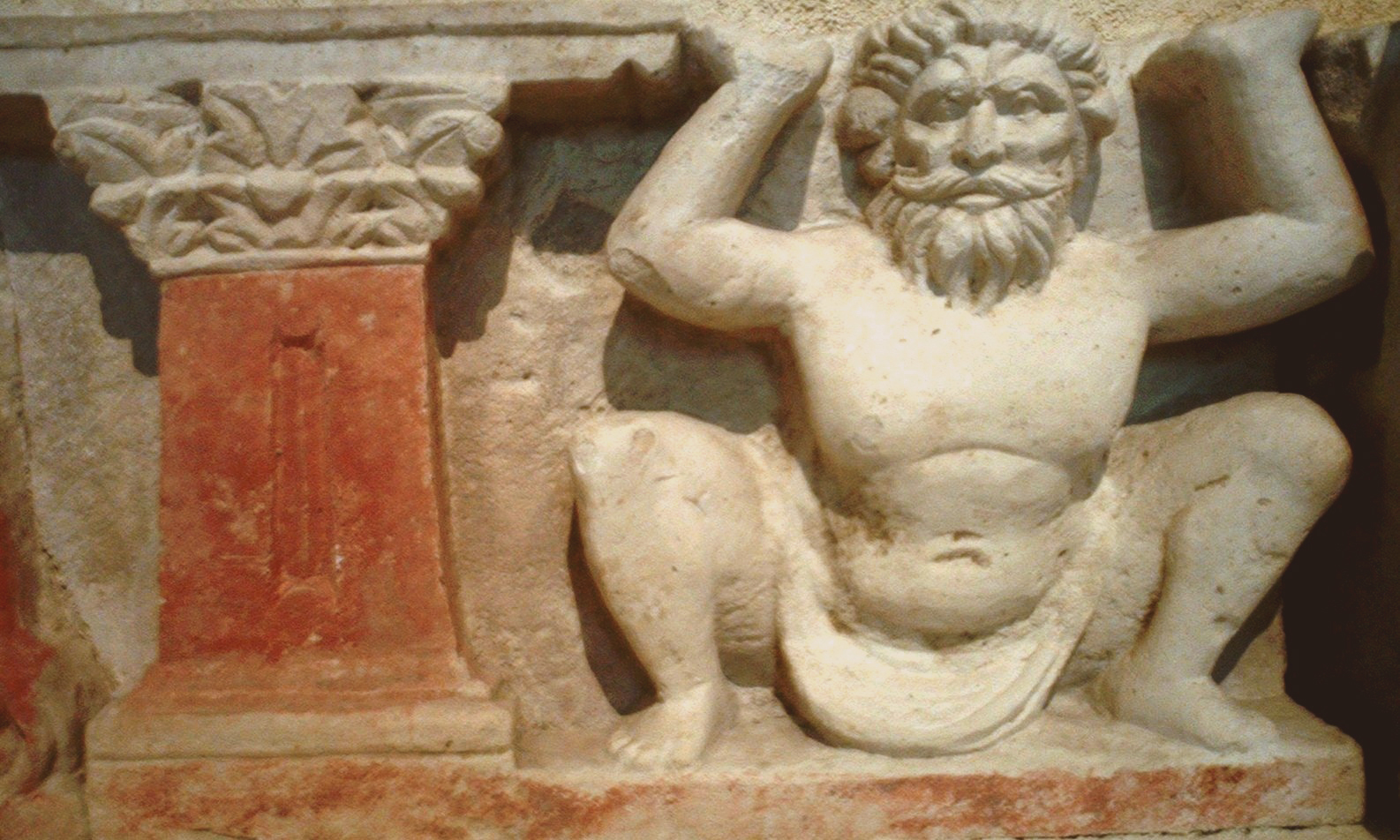
Atlante, base de stupa. Hadda, Monastère de Tapa-i-Kafariha, IIIe - IVe siècle. Stuc avec traces de polychromie. Musée Guimet.
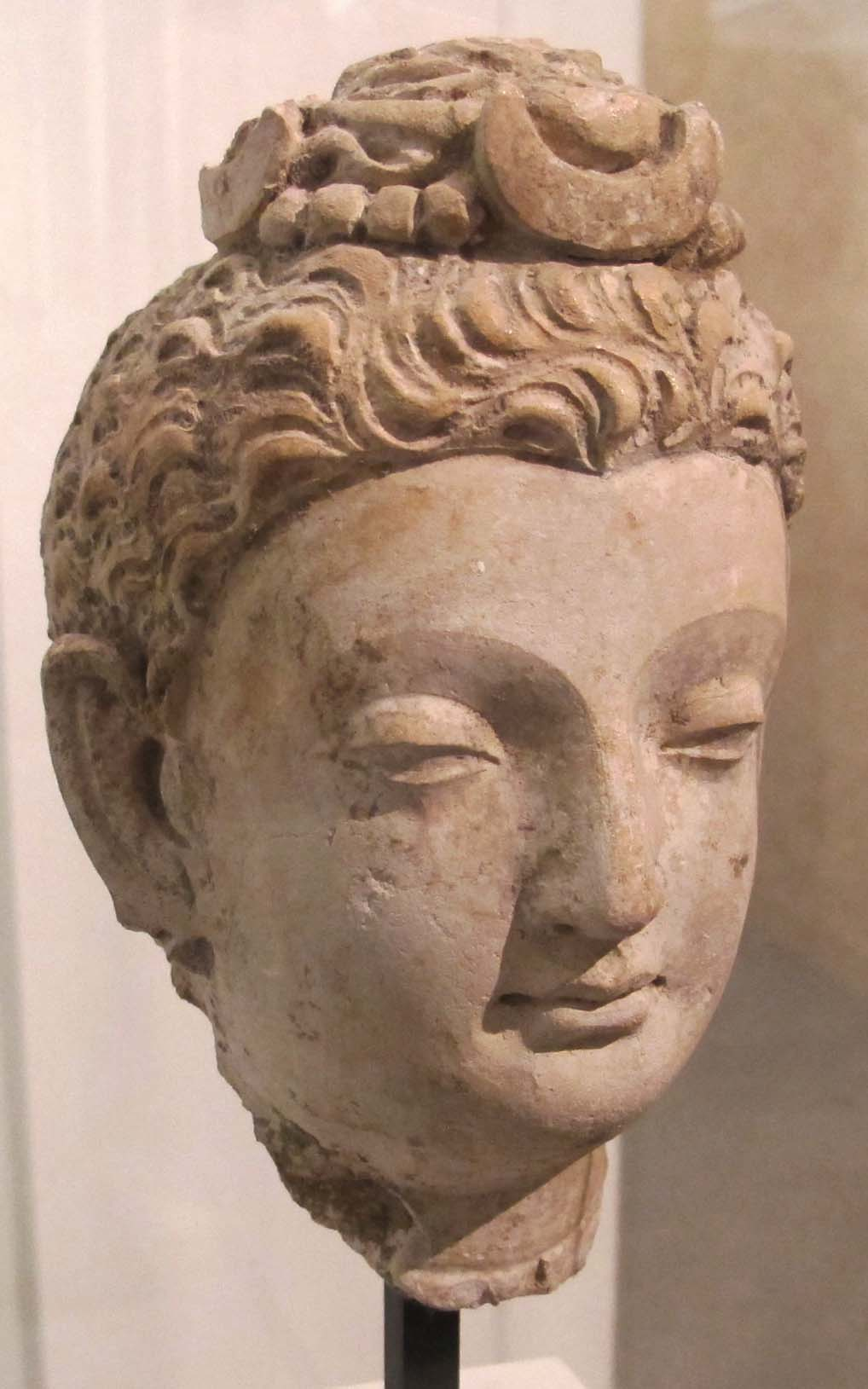
Bouddha. Hadda, Monastère de Tapa-i-Kafariha IIIe - IVe siècle. Stuc. Musée Guimet.
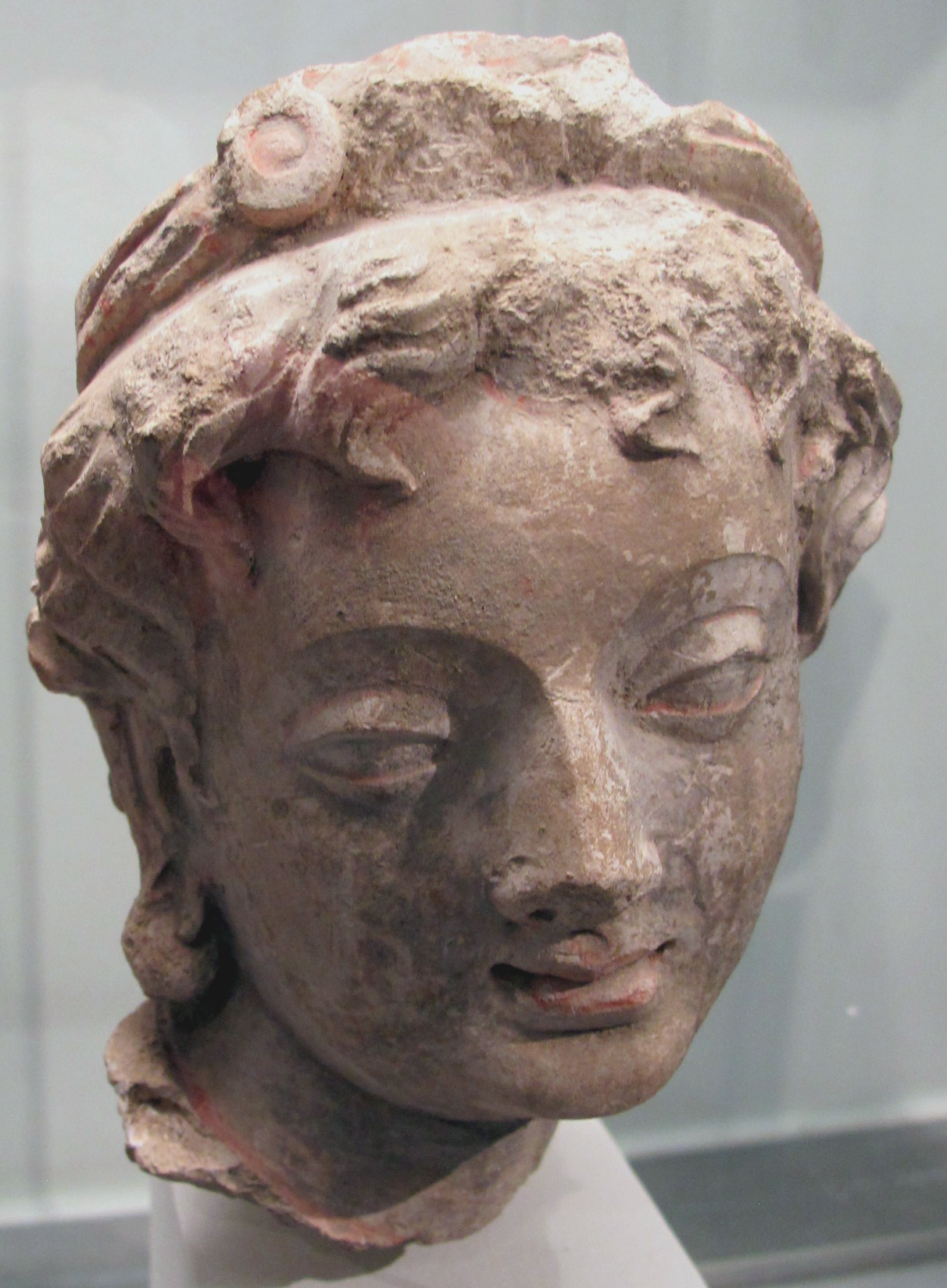
Jeune femme. Hadda, Monastère de Tapa-i-Kafariha IIIe - IVe siècle. Stuc avec traces de polychromie. Musée Guimet.
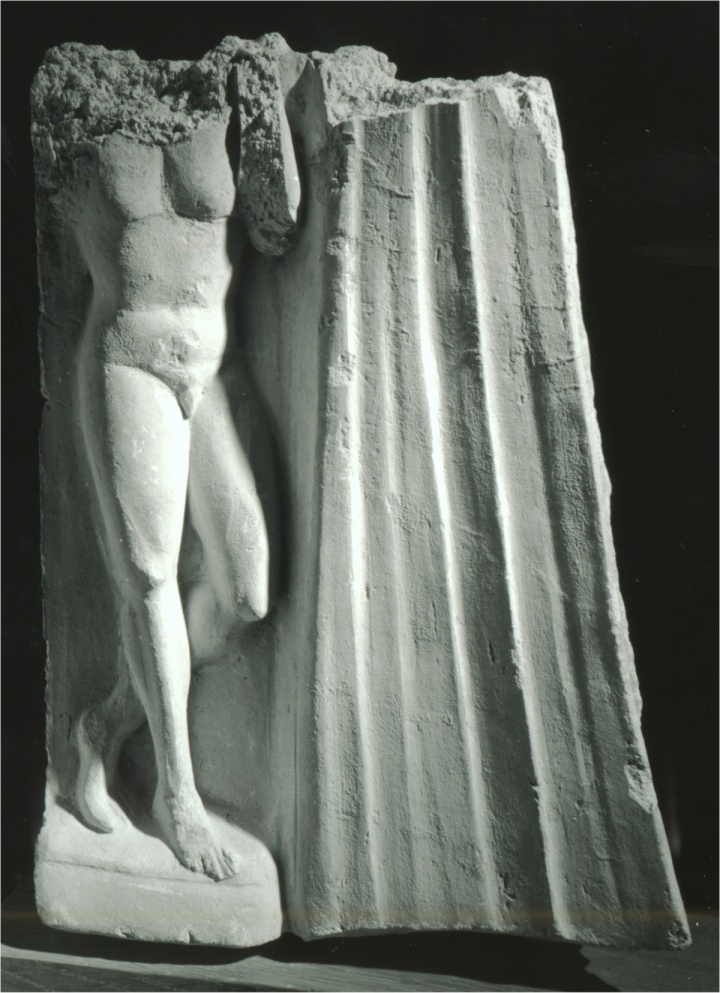
Atlante, Hadda, monastère de  Bagh-Gai (B56), IIIe - IVe siècle Stuc, H. 24cm. Musée Guimet.
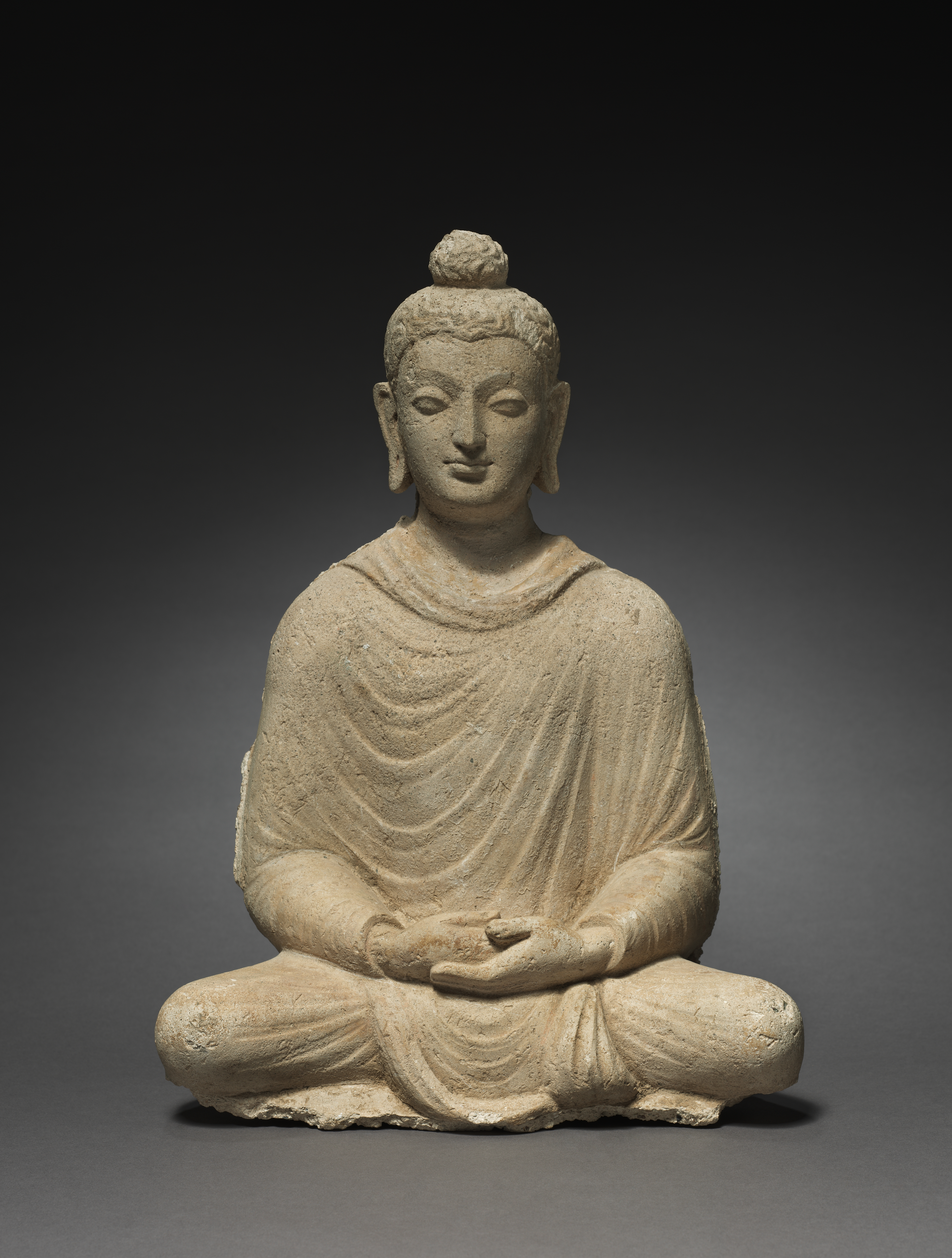
Boudha de Hadda, v. 300, posture assise typique dans le geste de méditation. Cleveland Museum of Art.

Aujourd'hui détruites : Niches V1, V2 (L. 125, P. 140 cm) et V3 du grand vihāra et autres niches du monastère de Tapa Shotor, Hadda
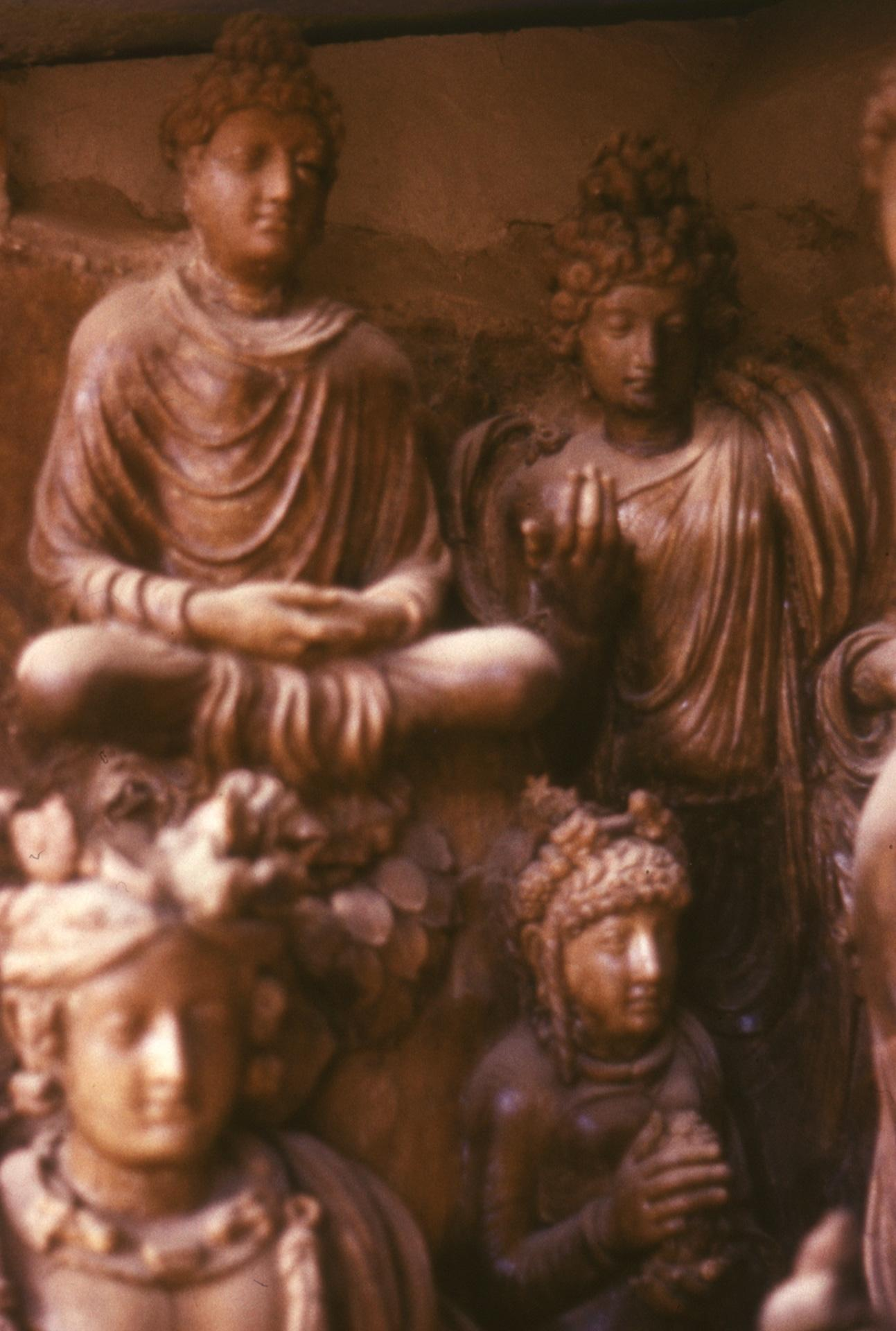
En haut : Bouddha et Brahma[5]. Terre crue. Niche V1, L. 100, P. 80 cm.
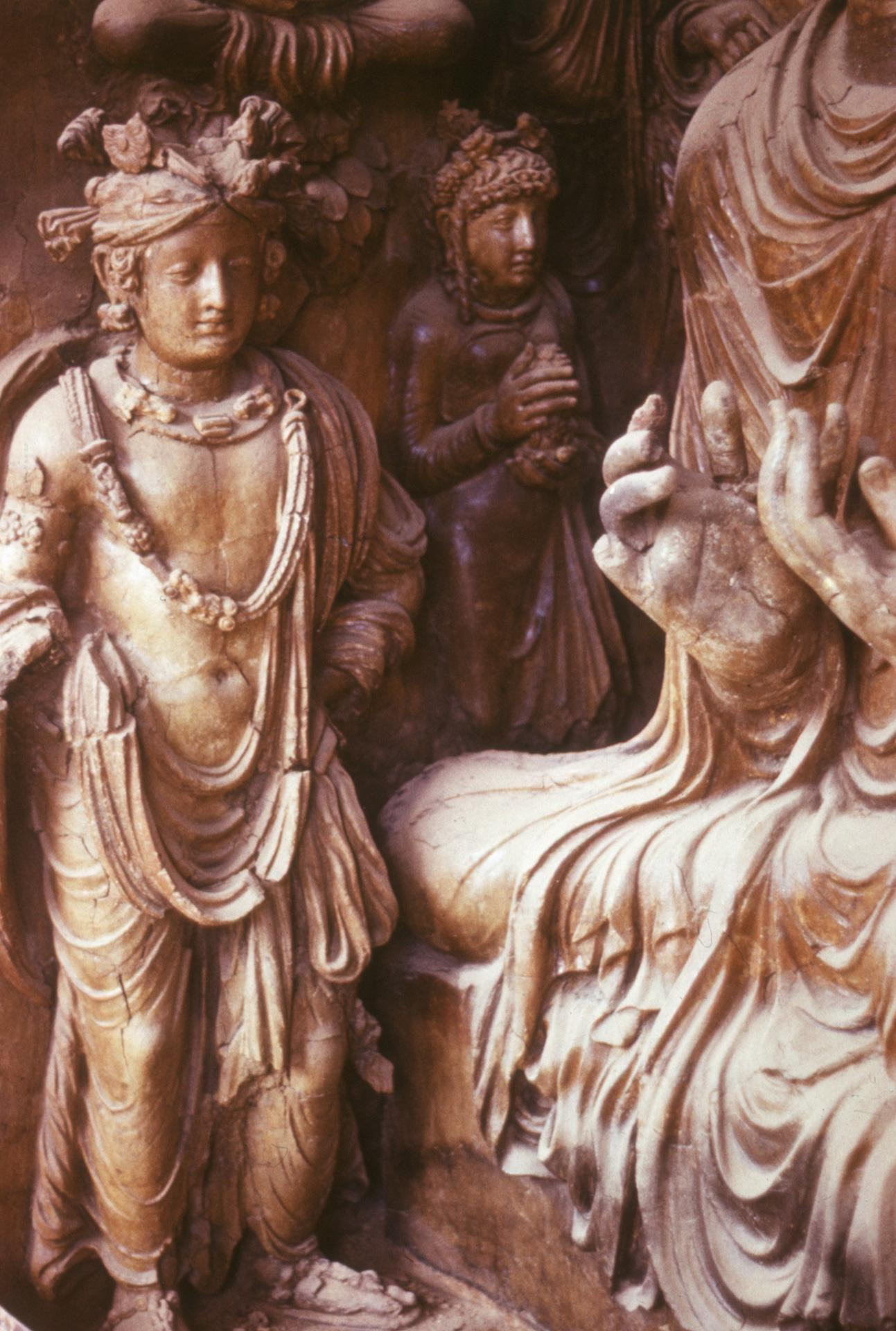
À dr. un boddhisattva debout, en costume de prince; à son côté, une donatrice.
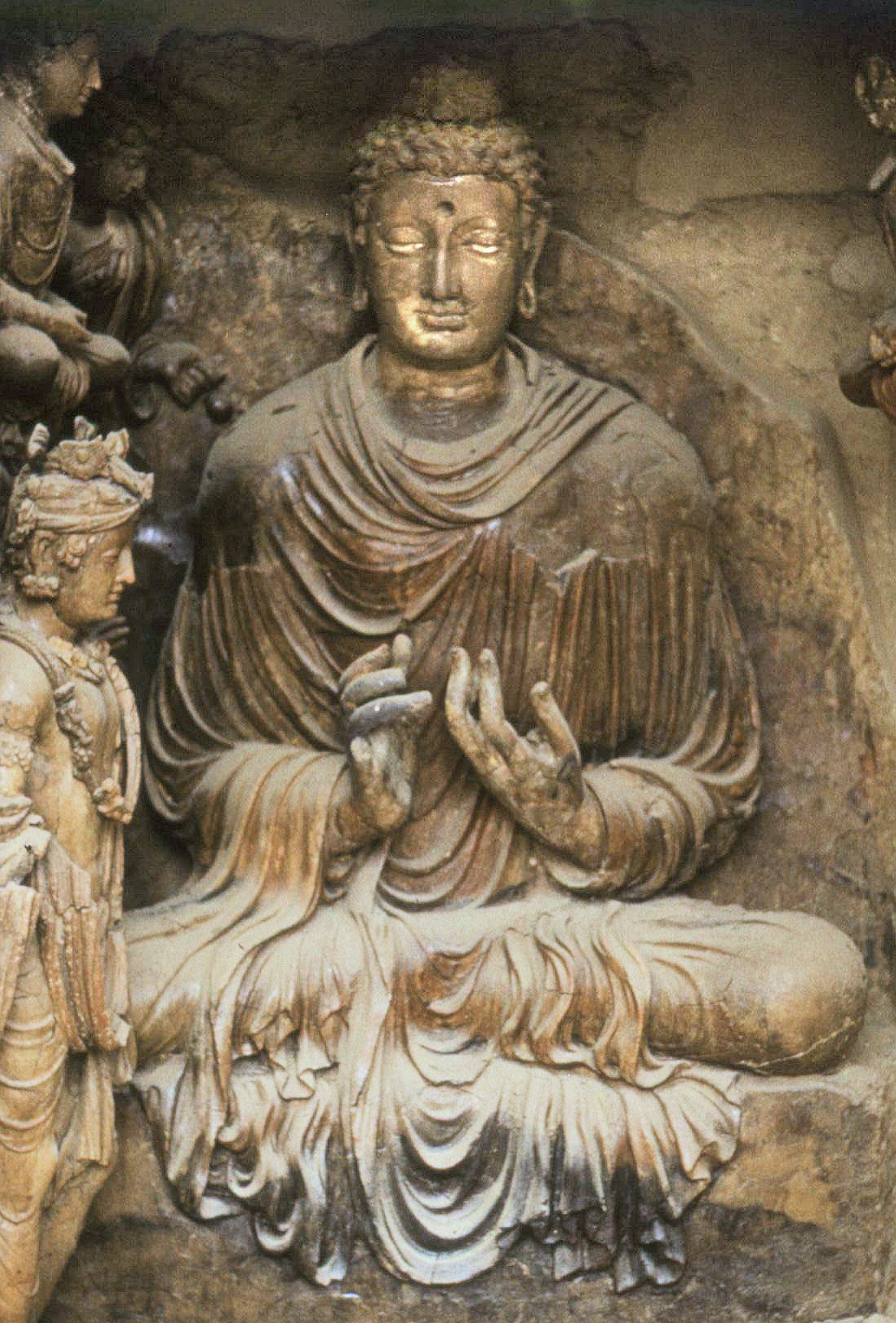
Buddha faisant le geste de l'enseignement, dharmacakra-mudrā.
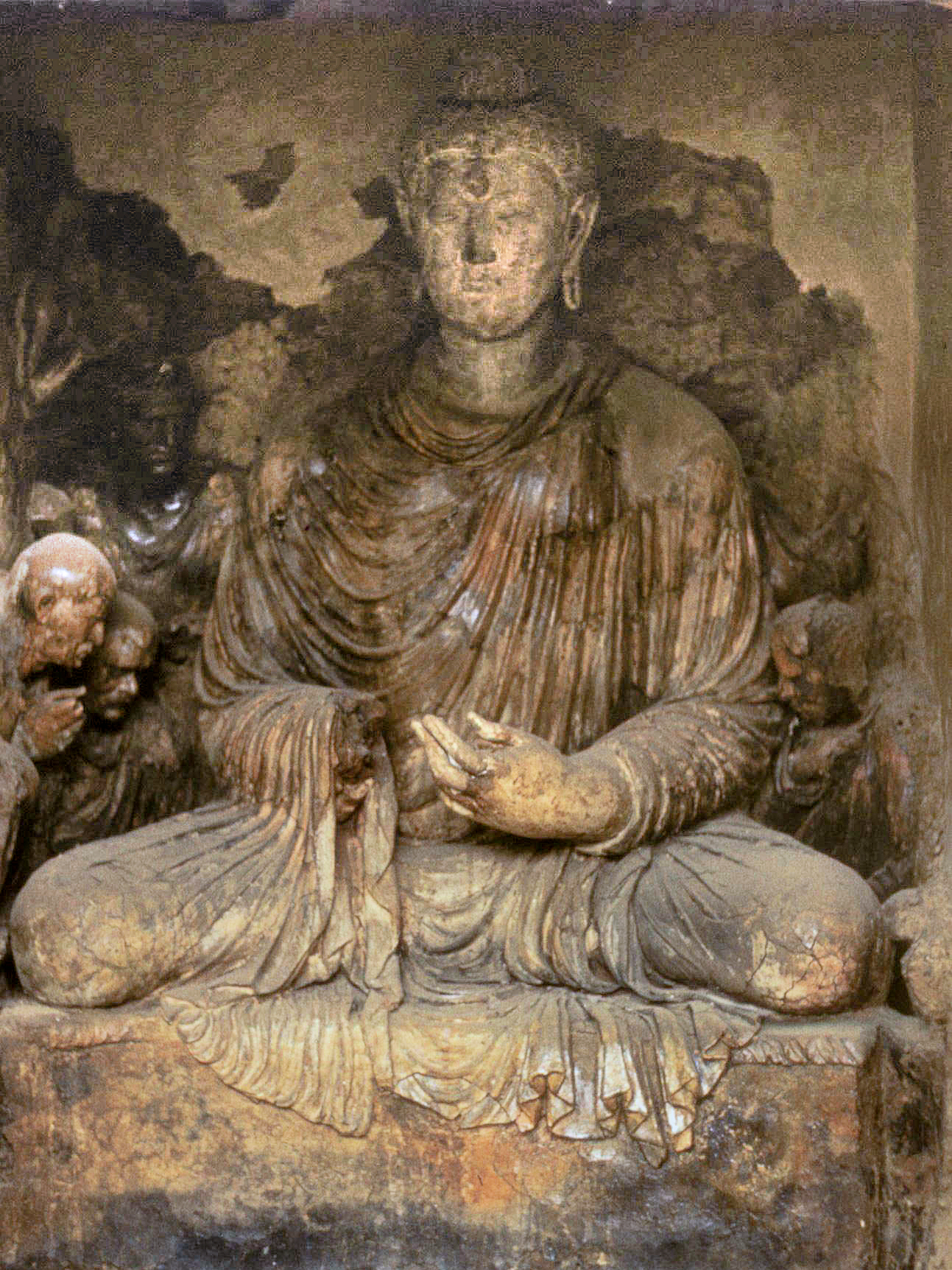
Bouddha entouré de moines et d'un Vajrapani, Héraclès juvénile[6]. Terre crue. Niche V3
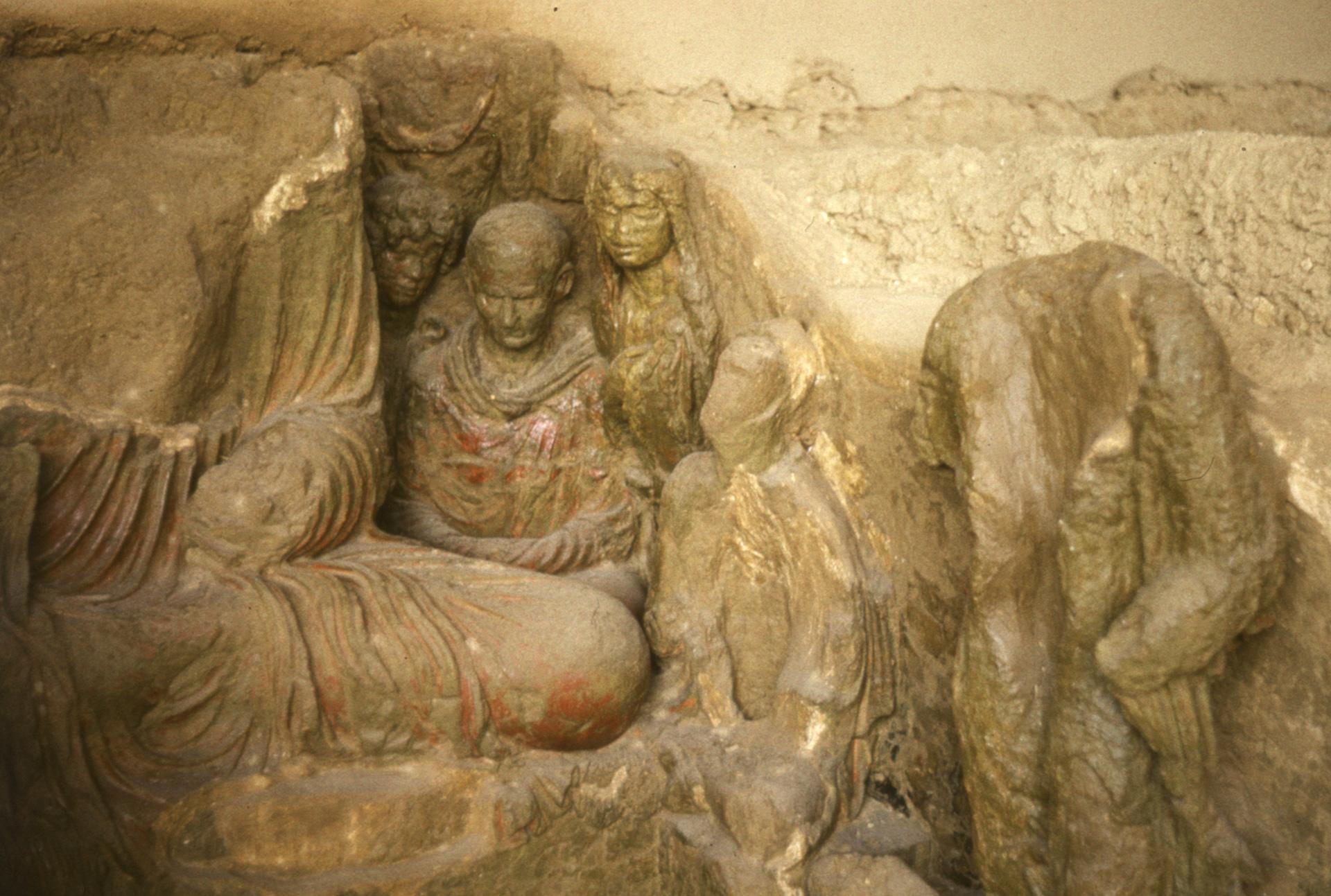
Autre niche

À droite du grand Buddha  de la niche V2 figurait un Vajrapani-Héraclès, reproduit dans Z. Tarzi, 1976. Il était accompagné d'une représentation de Tyché, tenant une grande corne d'abondance.

## Écrits bouddhistes
On pense que les plus anciens manuscrits bouddhistes survivants -en fait, les plus anciens manuscrits indiens survivants en général- ont été retrouvés autour de Hadda. Datant probablement des alentours du Ier siècle, ils ont été rédigés en langue gandhari et écrits en caractères alphabet kharosthi sur de l’écorce. Ils ont été découverts dans un pot en argile portant une inscription dans la même langue. Ces inscriptions font partie du canon, perdu depuis longtemps, de la secte Sarvastivadin qui domina le Gandhara et contribua activement à l’extension du bouddhisme en Asie centrale et orientale. Ces manuscrits sont aujourd’hui en possession de la British Library.

## Destruction
Hadda a été entièrement détruit ainsi que les autres sites de la région, d'abord par les villageois locaux excités par leurs mollahs après 1978. 

Ensuite après 1996 avec la présence des talibans et avec l'établissement d'un camp d'entrainement d'Al-Qaïda installé à « Farm Hadda »,,.